# Players' Championship (кёрлинг)
Players' Championship (по названию титульного спонсора - Princess Auto Players' Championship), — это ежегодный коммерческий турнир по кёрлингу среди мужчин и женщин, который является одним из соревнований, входящих в Большой шлем по кёрлингу, и является одним из четырёх «главных». Это один из последних в сезоне турниров Большого шлема и Мирового тура.
Имеет отличающийся от других турниров формат начисления очков в зачет Кубка большого шлема по результатам выступления команд. Также, при равенстве очков у команд в Кубке большого шлема, преимущество будет иметь команда, набравшая наибольшее количество очков по результатам именно этого турнира. Players' Championship имеет наиболее долгую историю среди всех турниров Большого шлема и имеет наибольший призовой фонд. Всё это делает турнир наиболее значимым в сезоне.
Players' Championship стал одним из основных турниров для создания Большого шлема по кёрлингу в сезоне 2001–02 для мужчин и в сезоне 2006–07 для женщин.

## История
Турнир зародился как «VO Cup» в 1993 году перед эрой Большого шлема в рамках самого первого сезона Мирового тура по кёрлингу. Турнир был известен как VO Cup в течение двух сезонов, прежде чем титульный спонсор Seagram's Distillery отказался от участия. Без спонсора турнир 1995 года был спасен в последнюю минуту и продолжен в следующем сезоне благодаря телевизионному соглашению с TSN.
Женский турнир был введен в 2006 году.
С 2007 по 2009 год турнир являлся отборочным к Канадским олимпийским отборочным турнирам по керлингу, в котором иностранным командам запрещалось участвовать (в отличие от других турниров Большого шлема).
Ив Мюрхед из Шотландии стала первым скипом неканадского происхождения, выигравшим соревнования в 2013 году, а Никлас Эдин из Швеции стал первым скипом неканадского происхождения, выигравшим мужские соревнования в 2017 году.
По состоянию на конец сезона 2022-23 Мартин, Кевин выиграл наибольшее количество Players' Championship среди игроков - 8. Что касается женщин, Джонс, Дженнифер (и долгое время вторая в её команде - Джилл Оффисер) выиграли больше всего турниров - 6.
Из-за пандемии COVID-19 турнир 2020 года был отменен.

## Формат
В чемпионате Princess Auto Players’ Championship примнимают участие 12 мужских и 12 женских команд.
И мужской и женский дивизионы разделены на две группы по шесть команд. Игры проводятся по круговой системе.
Шесть лучших команд выходят в следующий раунд, который проводится по Олимпийской системе. Победители групп выходят сразу в полуфинал, а вторые и третьи места - в четвертьфинал.
Сетка плей-офф сбрасывается после каждого раунда, то есть команда, занявший первое место, всегда будет играть с самым низким местом по итогам группового этапа.

## Квалификация
К участию приглашают 12 лучших мужских и 12 лучших женских команд в системе мирового рейтинга команд по состоянию на конец 33-й недели сезона. Если команда из топ-12 отклонит свое приглашение, следующая команда в рейтинге будет приглашена. На турнире Players’ Championship не предусмотрено место для команд по приглашению спонсоров.

## Победители

### Мужчины
| Год        | Победитель                                                     | Финалист                                                               | Место                             | Призовой фонд (CAD) |
| ---------- | -------------------------------------------------------------- | ---------------------------------------------------------------------- | --------------------------------- | ------------------- |
| 1993       | Расс Ховард, Гленн Ховард, Уэйн Мидо, Питер Корнер             | Пол Сэвидж, Грэм Маккарел, Иэн Тетли, Todd Tsukamoto                   | Калгари, Альберта                 | $120 000            |
| 1994       | Кевин Мартин, Кевин Парк, James Pahl, Дон Бартлетт             | Эд Вереник, Джон Кавайя, Пэт Перру, Нил Харрисон                       | Калгари, Альберта                 | $100 000            |
| 1995 (Апр) | Murray McEachern, Rick Schneider, Daryl Nixon, Larry Schneider | Brad Heidt, Марк Дэйси, Wayne Charteris, Dan Ormsby                    | Селкирк                           | $75 000             |
| 1995 (Дек) | Уэйн Мидо, Грэм Маккарел, Иэн Тетли, Скотт Бейли               | Dale Duguid, Дэн Кэри, Russ Hayes, Даг Армстронг                       | Джаспер                           | $106,000            |
| 1997       | Расс Ховард, Гленн Ховард, Scott Patterson, Phil Loevenmark    | Randy Woytowich, Rick Schneider, Brian McCusker, John Grundy           | Виннипег                          | $60 000             |
| 1998       | Кевин Мартин, Дон Валчак, Руди Рамчаран, Марсель Рок           | Вик Петерс, Dave Smith, Крис Ньюфелд, Don Harvey                       | Форт Мак-Муррей, Альберта         | $60 000             |
| 1999       | Уэйн Мидо, Грэм Маккарел, Иэн Тетли, Скотт Бейли               | Расс Ховард, Гленн Ховард, Питер Корнер, Нил Харрисон                  | Виннипег                          | $150 000            |
| 2000       | Кевин Мартин, Дон Валчак, Картер Райкрофт, Дон Бартлетт        | Уэйн Мидо, Грэм Маккарел, Иэн Тетли, Скотт Бейли                       | Виннипег                          | $150 000            |
| 2001       | Уэйн Мидо, Грэм Маккарел, Иэн Тетли, Скотт Бейли               | Кевин Мартин, Дон Валчак, Картер Райкрофт, Дон Бартлетт                | Калгари                           | $150 000            |
| 2002       | Уэйн Мидо, Грэм Маккарел, Иэн Тетли, Скотт Бейли               | Вик Петерс, Марк Олсон, Крис Ньюфелд, Стив Гулд                        | Strathroy, Ontario                | $150 000            |
| 2003       | Джефф Стоутон, Джон Мид, Гарри Ванденберге, Джим Спенсер       | Джон Моррис, Joe Frans, Брент Лэинг, Крейг Сэвилл                      | Ледюк                             | $150 000            |
| 2004       | Джон Моррис, Кевин Куи, Марк Кеннеди, Paul Moffatt             | Кевин Мартин, Дон Валчак, Картер Райкрофт, Дон Бартлетт                | Сент-Джонс                        | $150 000            |
| 2005       | Кевин Мартин, Дон Валчак, Картер Райкрофт, Дон Бартлетт        | Брэд Гушу, Марк Николс, Майк Адам, Джейми Кораб                        | Сент-Джонс                        | $150 000            |
| 2006       | Рэнди Фёрби, Дэвид Недохин, Скотт Пфейфер, Марсель Рок         | Кевин Мартин, Дон Валчак, Картер Райкрофт, Адам Энрайт                 | Калгари                           | $150 000            |
| 2007       | Кевин Мартин, Джон Моррис, Марк Кеннеди, Бен Хеберт            | Блэйк Макдональд, Кевин Парк, Картер Райкрофт, Нолан Тиссен            | Калгари                           | $100 000            |
| 2008       | Гленн Ховард, Ричард Харт, Брент Лэинг, Крейг Сэвилл           | Кевин Мартин, Джон Моррис, Марк Кеннеди, Бен Хеберт                    | Сент-Джонс                        | $100 000            |
| 2009       | Рэнди Фёрби, Дэвид Недохин, Скотт Пфейфер, Марсель Рок         | Гленн Ховард, Ричард Харт, Брент Лэинг, Крейг Сэвилл                   | Гранд-Прери                       | $100 000            |
| 2010       | Кевин Мартин, Джон Моррис, Марк Кеннеди, Бен Хеберт            | Брэд Гушу, Марк Николс, Райан Фрай, Джейми Кораб                       | Досон-Крик                        | $100 000            |
| 2011       | Кевин Мартин, Джон Моррис, Марк Кеннеди, Бен Хеберт            | Никлас Эдин, Себастьян Краупп, Фредрик Линдберг, Виктор Челль          | Гранд-Прери                       | $100 000            |
| 2012       | Джон Эппинг, Скотт Бейли, Скотт Ховард, David Mathers          | Гленн Ховард, Уэйн Мидо, Брент Лэинг, Крейг Сэвилл                     | Summerside, Prince Edward Island  | $100 000            |
| 2013       | Гленн Ховард, Уэйн Мидо, Брент Лэинг, Крейг Сэвилл             | Майк Макьюэн, Би Джей Ньюфелд, Мэтт Возняк, Дэнни Ньюфелд              | Торонто, Онтарио                  | $100 000            |
| 2014       | Кевин Мартин, Марк Кеннеди, Дэвид Недохин, Бен Хеберт          | Брэд Джейкобс, Райан Фрай, Эрик Харнден, Райан Харнден                 | Summerside, Остров Принца Эдуарда | $100 000            |
| 2015       | Брэд Джейкобс, Райан Фрай, Эрик Харнден, Райан Харнден         | Майк Макьюэн, Би Джей Ньюфелд, Мэтт Возняк, Дэнни Ньюфелд              | Торонто, Онтарио                  | $100 000            |
| 2016       | Брэд Гушу, Марк Николс, Бретт Галлант, Джефф Уокер             | Брэд Джейкобс, Райан Фрай, Эрик Харнден, Райан Харнден                 | Торонто, Онтарио                  | $100 000            |
| 2017       | Никлас Эдин, Оскар Эрикссон, Расмус Врано, Кристофер Сундгрен  | Майк Макьюэн, Би Джей Ньюфелд, Мэтт Возняк, Дэнни Ньюфелд              | Торонто, Онтарио                  | $150 000            |
| 2018       | Кевин Куи, Марк Кеннеди, Брент Лэинг, Бен Хеберт               | Никлас Эдин, Оскар Эрикссон, Расмус Врано, Кристофер Сундгрен          | Торонто, Онтарио                  | $150 000            |
| 2019       | Брендан Боттчер, Даррен Молдинг, Брэдли Тиссен, Каррик Мартин  | Кевин Куи, Би Джей Ньюфелд, Колтон Флеш, Бен Хеберт                    | Торонто, Онтарио                  | $150 000            |
| 2020       | Отменен                                                        | Отменен                                                                | Отменен                           | Отменен             |
| 2021       | Брюс Моуэт, Грант Харди, Бобби Лэмми, Хэмми Макмиллан          | Брэд Гушу, Марк Николс, Бретт Галлант, Джефф Уокер                     | Калгари, Альберта                 | $175 000            |
| 2022       | Брюс Моуэт, Грант Харди, Бобби Лэмми, Хэмми Макмиллан          | Никлас Эдин, Оскар Эрикссон, Расмус Врано (команда из трех игроков)    | Торонто, Онтарио                  | $175 000            |
| 2023       | Кевин Куи, Тайлер Тарди, Брэдли Тиссен, Каррик Мартин          | Бенуа Шварц (четвертый), Янник Шваллер (скип), Свен Михель, Пабло Лаша | Торонто, Онтарио                  | $175 000            |
| 2024       | Брэд Гушу, Марк Николс, Эрик Харнден, Джефф Уокер              | Жоэль Реторна, Амос Мозанер, Себастьяно Арман, Маттия Джованелла       | Торонто, Онтарио                  | $220 000            |
| 2025       |                                                                |                                                                        | Торонто, Онтарио                  | $220 000            |

### Женщины
| Год  | Победитель                                                              | Финалист                                                                    | Место                             | Призовой фонд (CAD) |
| ---- | ----------------------------------------------------------------------- | --------------------------------------------------------------------------- | --------------------------------- | ------------------- |
| 2006 | Дженнифер Джонс, Кэти Овертон-Клэпем, Джилл Оффисер, Джорджина Уиткрофт | Шерил Бернард, Сьюзан О’Коннор, Кэролин Дербишир, Кори Бартел               | Калгари                           | $100 000            |
| 2007 | Дженнифер Джонс, Кэти Овертон-Клэпем, Джилл Оффисер, Дон Макьюэн        | Келли Скотт, Джина Шредер, Саша Картер, Рене Симмонс                        | Калгари                           | $100 000            |
| 2008 | Эмбер Холланд, Ким Шнейдер, Тэмми Шнейдер, Хизер Калинчак               | Криста Маккарвилл, Tara George, Kari MacLean-Kraft, Лоррейн Лэнг            | Сент-Джонс                        | $100 000            |
| 2009 | Дженнифер Джонс, Кэти Овертон-Клэпем, Джилл Оффисер, Дон Макьюэн        | Шэннон Клейбринк, Эми Никсон, Бронвин Уэбстер, Челси Мэтсон                 | Гранд-Прери                       | $100 000            |
| 2010 | Шерил Бернард, Сьюзан О’Коннор, Кэролин Дербишир, Кори Бартел           | Кристал Уэбстер, Лори Олсон-Джонс, Samantha Preston, Stephanie Malekoff     | Досон-Крик                        | $100 000            |
| 2011 | Дженнифер Джонс, Кейтлин Лоус, Джилл Оффисер, Дон Макьюэн               | Рейчел Хоман, Эмма Мискью, Элисон Кревьязак, Лиза Уигл                      | Гранд-Прери                       | $100,000            |
| 2012 | Стефани Лоутон, Шерри Андерсон, Шерри Синглер, Марлиз Кэснер            | Кэти Овертон-Клэпем, Дженна Лодер, Ashley Howard, Бреанна Напп              | Summerside, Prince Edward Island  | $100 000            |
| 2013 | Ив Мюрхед, Анна Слоун, Вики Чалмерс, Клэр Хэмилтон                      | Маргарета Сигфридссон, Мария Прюц, Кристина Бертруп, Мария Веннерстрём      | Торонто, Онтарио                  | $100 000            |
| 2014 | Дженнифер Джонс, Кейтлин Лоус, Джилл Оффисер, Дон Макьюэн               | Рейчел Хоман, Эмма Мискью, Элисон Кревьязак, Лиза Уигл                      | Summerside, Остров Принца Эдуарда | $100 000            |
| 2015 | Ив Мюрхед, Анна Слоун, Вики Чалмерс, Сара Рид                           | Анна Сидорова, Маргарита Фомина, Александра Раева, Екатерина Галкина        | Торонто, Онтарио                  | $100 000            |
| 2016 | Ив Мюрхед, Кэти Овертон-Клэпем, Вики Чалмерс, Сара Рид                  | Дженнифер Джонс, Кейтлин Лоус, Джилл Оффисер, Дон Макьюэн                   | Торонто, Онтарио                  | $100 000            |
| 2017 | Дженнифер Джонс, Кейтлин Лоус, Джилл Оффисер, Дон Макьюэн               | Валери Свитинг, Лори Олсон-Джонс, Дана Фергюсон, Рашель Браун               | Торонто, Онтарио                  | $150 000            |
| 2018 | Джейми Синклер, Александра Карлсон, Вики Персингер, Моника Уокер        | Дженнифер Джонс, Кейтлин Лоус, Джилл Оффисер, Дон Макьюэн                   | Торонто, Онтарио                  | $150 000            |
| 2019 | Керри Эйнарсон, Валери Свитинг, Шэннон Бёрчард, Бриан Харрис            | Анна Хассельборг, Сара Макманус, Агнес Кнохенхауэр, София Мабергс           | Торонто, Онтарио                  | $150 000            |
| 2020 | Отменен                                                                 | Отменен                                                                     | Отменен                           | Отменен             |
| 2021 | Керри Эйнарсон, Валери Свитинг, Шэннон Бёрчард, Бриан Харрис            | Рейчел Хоман, Эмма Мискью, Сара Уилкс, Джоанн Кортни                        | Калгари, Альберта                 | $175 000            |
| 2022 | Анна Хассельборг, Сара Макманус, Агнес Кнохенхауэр, София Мабергс       | Керри Эйнарсон, Валери Свитинг, Шэннон Бёрчард, Бриан Харрис                | Торонто, Онтарио                  | $175 000            |
| 2023 | Изабелла Врано, Альмида Де Валь, Мария Ларссон, Линда Стенлунд          | Алина Пец, Сильвана Тиринцони (скип), Карол Ховальд, Бриар Шваллер-Хюрлиман | Торонто, Онтарио                  | $175 000            |
| 2024 | Алина Пец, Сильвана Тиринцони (скип), Селина Витшонке, Карол Ховальд    | Изабелла Врано, Альмида Де Валь, Мария Ларссон, Линда Стенлунд              | Торонто, Онтарио                  | $220 000            |
| 2025 |                                                                         |                                                                             | Торонто, Онтарио                  | $220 000            |